# Jean-Baptiste Belley

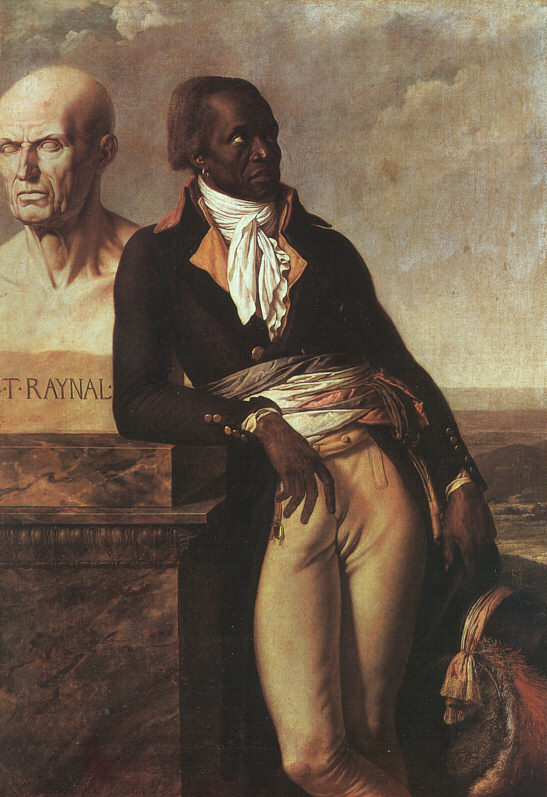
Belley, recargado en un busto del filósosfo Raynal. Retrato de Girodet

Jean-Baptiste Belley, nacido en julio de 1746 o 1747, en Gorea (Senegal), murió en 1805 en Belle-Ile-en-Mer. Miembro negro del departamento norteño de Santo Domingo en la Convención Nacional y en el Consejo de los Quinientos. Fue el primer diputado negro de la historia parlamentaria francesa.

## Vida
Jean-Baptiste Belley, llamado Mars (Marte), fue vendido a la edad de dos años a un barco negrero que se hizo a la vela con rumbo a Santo Domingo. Según sus propias palabras, dice el historiador haitiano Thomas Madiou, Belley compró su propia libertad con sus ahorros. Las fechas de su nacimiento y de su muerte son inciertas.

Capitán de infantería en las colonias en el momento de la Revolución, cuando la Convención nacional décidió que las colonias elegirían representantes. Con este rango luchó durante las jornadas de Cap-Français, del 19 al 21 de junio de 1793, al lado de los comisionados civiles contra los colonos blancos. Recibió seis heridas en estos combates contra la esclavitud.
El 24 de septiembre de 1793, con el voto "unánime de la mayoría de las voces", fue uno de los tres miembros (diputados) elegidos por la Convención Nacional francesa de la región norte de Santo Domingo, junto a Jean-Baptiste Mills, un mulato, y Louis-Pierre Dufay, un europeo, convirtiéndose así en el primer negro en tomar asiento en la Convención.
El 3 de febrero de 1794, toma la palabra en un debate de la Convention en el cual se aprobó por unanimidad la abolición de la esclavitud.
Belley permaneció como un miembro del Consejo de los Quinientos hasta 1797, cuando perdió su escaño. El 21 de junio de 1797 fue nombrado comandante de brigada jefe de la gendarmería de Santo Domingo, por lo que regresó a la isla.
Aún comandaba la gendarmería al arribo de la expedición del general Charles Leclerc en 1802, pero fue destituido y detenido en abril y enviado prisionero a Francia el 20 de julio de 1802.

## Muerte
En 1805 Napoleón trató de reorganizar la policía y ordenó que todo negro, con el rango por encima de capitán permanecería en la isla. Belley fue detenido en abril de ese año, enviado a Francia y encarcelado en la fortaleza de la ciudadela de Belle-Île-en-Mer, desde donde escribió a Isaac Louverture, el hijo de Toussaint Louverture.
Allí murió, probablemente el 6 de agosto de 1805.
En los Archivos Nacionales de Haití se halla un acta de nacimiento con fecha 2 de febrero de 1806, de un Jeangile Mars, nacido el 2 de octubre de 1805, cuyo padre era Marte, nacido en 1746. Esta fecha coincide con la fecha prevista del nacimiento de Jean Baptiste Belley. Por otra parte, cabe señalar que antes de él, el apellido de "Mars" era desconocido en la isla de Santo Domingo, según su descendiente el Dr. Jean Price Mars, famoso historiador haitiano.

## El Retrato de Belley por Girodet
Alrededor de 1797, Anne-Louis Girodet de Roussy-Trioson (1767-1824), un antiguo discípulo de Jacques-Louis David, realizó un retrato de Belley que sería exhibido en París en 1798. [1] En este cuadro, Girodet evoca las tensiones de la época. Belley, de pie, viste el uniforme de un miembro de la Convención, con un paisaje tropical detrás de él. Su codo se apoya en un busto del filósofo Guillaume-Thomas Raynal (1713-1796), autor de una Historia filosófica y política de los asentamientos y el comercio de los europeos en las Indias Orientales y Occidentales, publicada en 1770. Raynal, que acababa de morir, había sido un partidario de la abolición de la esclavitud.
Polémica 
Resulta notable en el retrato que Belley, un africano, sea pintado por un artista europeo en un estilo aristocrático, incluso real, en una Europa dominada por el neoclasicismo, donde las representacionesas desnudas de la forma masculina fueron el modelo, con referencia explícita de los ideales estéticos clásicas (griego y romano).
.
Se ha interpretado que el autor trató de reafirmar así el principio de igualdad, aunque la prominencia de las partes nobles del retratado es un refuerzo directo de la clásica correlación teórica del salvajismo, la barbarie y las tendencias animalistas.
Según esta última hipótesis, los espectadores contemporáneos del retrato habrían comprendido de inmediato la yuxtaposición de prendas de vestir aristocrática en el cuerpo (y por corolario, la mente y el espíritu) de un individuo de una raza de gente considerada a menudo por la población europea de esa época como el retrato de un incivilizado; reflejaría la idea del buen salvaje.
Entre los bocetos de Girodet para este retrato se encuentra un dibujo a tinta y carboncillo, en poder del Instituto de Arte de Chicago.